# 엘머 홀트
윌리엄 엘머 홀트(William Elmer Holt, 1884년 10월 14일 ~ 1945년 3월 1일)는 미국의 정치인이다.

## 학력
- 네브래스카 대학교 링컨

## 경력
- 1912 몬태나 하원의원
- 1933 ~ 1935 몬태나 상원의원
- 1935 몬태나 임시 의장
- 1935 ~ 1935.12 제14대 몬태나 부지사
- 1935.12 ~ 1937.01 제10대 몬태나 주지사

## 참고 자료
- 위키미디어 공용에 엘머 홀트 관련 미디어 분류가 있습니다.